# 南格林鎮區 (密蘇里州波爾克縣)
北格林鎮區（英語：North Green Township）是位於美國密蘇里州波爾克縣的一個行政鎮區。

## 地方資料
北格林鎮區的面積為71.97平方千米，當中陸地面積為71.84平方千米，而水域面積為0.13平方千米。根據2020年美國人口普查的數據，當地共有人口446人，而人口密度為每平方千米6.2人。